# 徐炜 (1921年)
徐炜（1921年—1980年），曾用名徐崇孝，男，山东诸城人，中华人民共和国军事人物，曾任保定地区革命委员会主任、北京军区军政干部学校政治委员、陆军第二十六集团军政治委员。